# Primarias del Partido Demócrata de 2008 en Illinois
Las primarias demócratas de Illinois, 2008 fueron el 5 de febrero de 2008, también conocido como «supermartes». Las encuestas indicaban que el senador de Illinois, Barack Obama le estaba ganando a la senadora Hillary Clinton por dos dígitos los días anteriores. con 99% de los precintos reportados Obama ha ganado el 65% de los votos, casi 2 a 1 sobre Clinton.

## Resultados
| Candidato       | Votos     | Porcentajes | Delegados |
| --------------- | --------- | ----------- | --------- |
| Barack Obama    | 1,318,234 | 64.66%      | 104       |
| Hillary Clinton | 667,930   | 32.76%      | 49        |
| John Edwards*   | 39,719    | 2%          | 0         |
| Mike Gravel     | 0         | 0%          | 0         |
| Total           | 2,038,614 | 100%        | 153       |

* Candidato se ha retirado antes de las primarias.